# گاوت
گاوت (به اسپانیایی: Gabet de la Conca) یک منطقهٔ مسکونی در اسپانیا است که در پالارز جوسا واقع شده‌است. گاوت ۹۰٫۹ کیلومتر مربع مساحت دارد.